# إعلان الحياد
إعلان الحياد كان إعلان من قِبل البرلمان النمساوي للإعلان عن أن الدولة ستكون محايدة بشكل دائم. وتم تشريع هذا الإعلان في 26 أكتوبر 1955 باعتباره قانونًا دستوريًا صادرًا عن البرلمان، أي كجزء من دستور النمسا.
وبشكل رسمي، تم إصدار الإعلان طوعًا من قِبل جمهورية النمسا. وسياسيًا، كان الإعلان نتيجة مباشرة للاحتلال الذي قامت به دول الحلفاء وهي الاتحاد السوفيتي والولايات المتحدة والمملكة المتحدة وفرنسا خلال الفترة من 1945 إلى 1955، والذي تم تحرير البلاد منه بموجب معاهدة الدولة النمساوية في 15 مايو من العام نفسه. وما كان للاتحاد السوفيتي أن يوافق على معاهدة الدولة إذا لم تلتزم النمسا بإعلان حياديتها بعد خروج قوات الحلفاء من البلاد.

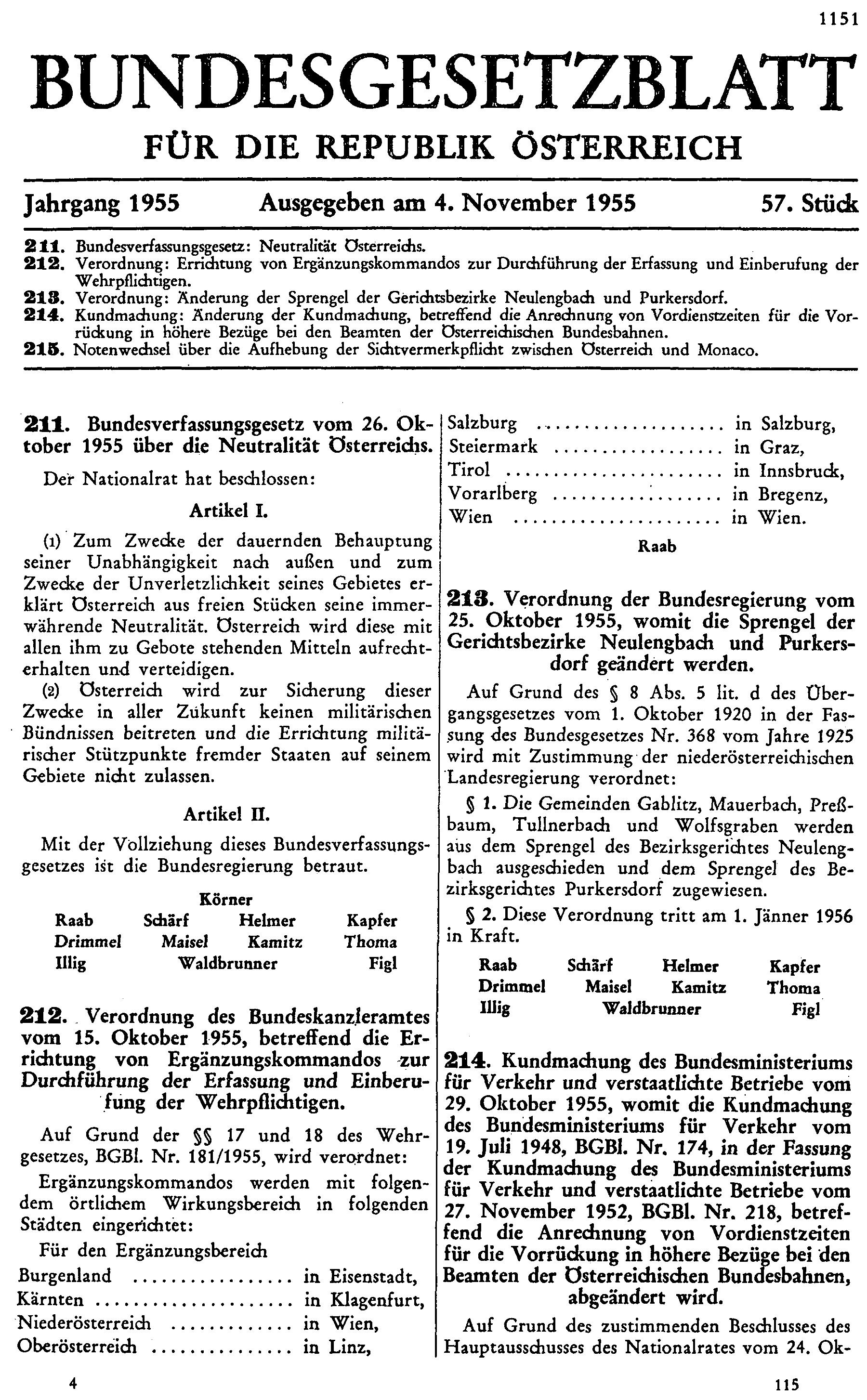
النشرة الرسمية للقوانين الاتحادية تحتوي على القانون الدستوري الاتحادي بشأن حياد النمسا.

منذ عام 1955، بات الحياد عنصرًا متأصلاً بعمق في الهوية النمساوية. ويحتفي العيد الوطني للنمسا في 26 أكتوبر بالإعلان. ومن الناحية القانونية، يُعتبر حياد النمسا جزءًا من الدستور النمساوي والقانون الدولي. وهناك جدل مستمر بين فقهاء القانون بشأن ما إذا كان بمقدور النمسا تغيير حالة الحياد هذه على مسؤوليتها. وهذه نقطة خلافية، نظرًا لعدم وجود دعم سياسي أو شعبي للقيام بذلك.

## التعاون
تشارك النمسا في عمليات حفظ السلام وغيرها من المهام الإنسانية الأخرى التي تقودها الأمم المتحدة. فهي تشارك في:
- قوات كوسوفو، بما يصل إلى 561 جنديًا. هذه المهمة تتم بالاشتراك مع قوات منظمة حلف شمال الأطلسي. ومن بين الدول الأخرى المشاركة في هذه المهمة سويسرا، المشهورة أيضًا بحيادها
- القوات الأوروبية (سابقًا قوات الاستقرار) في البوسنة والهرسك، منذ 2 ديسمبر 2004 تحت قيادة الاتحاد الأوروبي
- منطقة قوة الأمم المتحدة لمراقبة فض الاشتباك (UNDOF) في هضبة الجولان
- قوة الأمم المتحدة المؤقتة في لبنان (UNIFIL) في لبنان